# Estado de Franklin

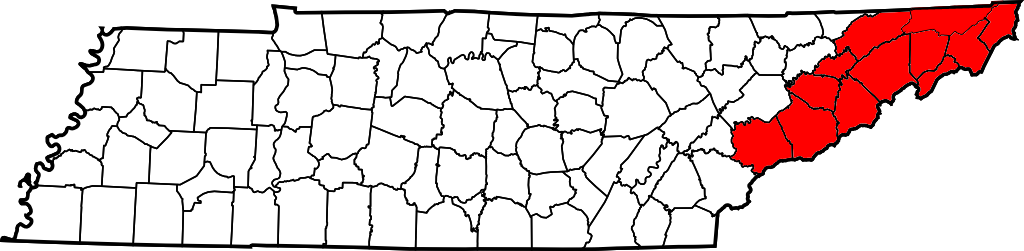
Mapa del estado de Franklin

Franklin, también conocido inicialmente como Frankland, fue un territorio secesionista que intentó formarse como Estado entre 1785 y 1789 y ser admitido como decimocuarto estado de los Estados Unidos. El núcleo territorial estaba basado en los territorios cedidos por el estado de Carolina del Norte al Gobierno Federal de Estados Unidos para el pago de la deuda de guerra de la Guerra de la Independencia. El territorio (junto con otros) fue integrado en el estado de Tennessee.

## Los antecedentes de la Carolina del Norte Occidental
En 1780 empieza el poblamiento de la zona del valle del río Cumberland y la zona de Nashville liderada por James Robertson. Al poco, Isaac Shelby y John Sevier derrotarán a las tropas británicas en King's Mountain.
En 1781 la zona de colonización se amplía de facto cuando Virginia cede al Segundo Congreso Continental los territorios al noroeste del río Ohio
En 1782 la frontera de asentamiento alcanza el río Watauga, poblado con colonos del Valle del río Shenandoah liderados por John Tipton. 
John Sevier es elegido secretario del recién organizado, condado de Washington, en el valle del Cumberland. La zona sigue organizándose, con la erección del Condado de Greene, escindido del condado de Washington.
Al final de la Guerra de Independencia de los Estados Unidos el Congreso Federal de los Estados Unidos estaba fuertemente endeudado.
En ese contexto, y dadas las dificultades de controlar la zona, la Cámara de Carolina del Norte aprueba, en abril de 1784 el Acta de Cesión de Tennessee, por la que acuerda “ceder 29.000.000 de acres entre los Montes Allegheny y el río Misisipi. ". 
En mayo de 1784 la Cámara de Carolina del Norte modificó el Acta de Cesión de Tennessee, declarando el mantenimiento de su jurisdicción durante el periodo provisional.
El cierre de la Oficina de Registro de reclamaciones de tierras el 25 de mayo de 1784 y la cesión, por muy condicionada que fuera, contrariaron tanto a los colonos de la Sociedad Watauga (Watauga Association), que habían pagado por derechos de prioridad sobre las tierras del río Cumberland en la zona de Fort Nashborough y temían perder su inversión si el Congreso optaba por vender el territorio a Francia o España, como a los exsoldados de la Guerra de Independencia, a los que se había prometido tierras en recompensa por su participación.
En parte para abortar el movimiento y en parte para no cerrarse el acceso al río Misisipi, en junio de 1784, la Cámara Legislativa de Carolina del Norte modifica una vez más el Acta de Tennessee, determinando el carácter finalista de la misma y dando un plazo de dos años para su aceptación por el Congreso Federal antes de revertir al Estado.

## El movimiento de Secesión
La retórica y las razones esgrimidas en la Guerra de Independencia eran demasiado familiares y estaban demasiado cercanas en el tiempo como para no ser esgrimidas por los habitantes de la zona de los Allegheny descontentos con el Gobierno de Carolina del Norte, lo que acabó desembocando en la reclamación de establecer un Estado independiente.
Así, el 23 de agosto de 1784, delegados de los condados de Washington, Sullivan, Greene y Spencer, se reunieron en Jonesborough, donde declararon su independencia de Carolina del Norte, invocando una disposición prevista en la primera Constitución de Carolina del Norte, pero provocada en última instancia por la cesión de tierras al Congreso Federal. Poco después, el Legislativo de Carolina del Norte, temiendo que las tierras no fueran utilizadas para el pago de la deuda de guerra, retiró su cesión buscando recuperar el control de la zona por medio del “establecimiento de Jueces y Cortes de Justicia en los Condados Occidentales, reclutando una brigada militar y nombrando su comandante a John Servier. ", pero tarde para abortar la intentona separatista.
El 16 de mayo de 1785 una delegación de los condados secesionistas, sometió su petición de convertirse en estado y ser admitido en la Unión al Congreso de Estados Unidos. Aunque la votación fue ganada por mayoría, con siete de los estados votando a favor del reconocimiento y admisión del nuevo estado como “Estado de Frankland”, no se alcanzó la mayoría necesaria de dos tercios requeridos por los Artículos de la Confederación, con lo que la propuesta decayó.
En un intento de acopiar apoyos para su causa, los secesionistas rebautizaron su proyectado estado como “Franklin”, en honor de Benjamín Franklin, buscando su apoyo, como lo había tenido un anterior proyecto de crear el Estado de Vandalia, y con el que iniciaron un intercambio epistolar, aunque Franklin rehusó asumir la defensa del proyectado estado.

## Franklin estadode facto
Entretanto, en el plano local, fue rechazado en referéndum un primer proyecto de Constitución, en la cual se prohibía el acceso a la Cámara Legislativa a médicos, predicadores y abogados. Un segundo proyecto constitucional, basado en la constitución de Carolina del Norte con variaciones menores, si consiguió la aprobación.
El Tratado Federal de Hopewell de 1785 reconoce el sur del territorio sobre el que se asentaba Franklin como posesión cherokee, lo que no contribuyó a calmar los ánimos.
Se estableció un Gobierno Provisional en Greeneville y se procedió inmediatamente a realizar elecciones, en las que se decidieron los puestos de Gobernador (John Servier) y Juez Supremo (David Campbell). También se eligieron las Cámaras.
En diciembre de 1785 se abrió la Primera Legislatura, procediéndose a elegir a Landon Carter como Presidente del Senado y Thomas Talbot como Secretario. En la Cámara Baja, se eligió como Presidente a William Gage y como Secretario a Thomas Chapman.
En política exterior el Estado de Franklin procedió a firmar tratados con los pueblos nativos norteamericanos de la zona. También incorporó cuatro condados, sumando un total de ocho:
- Washington, actuales condados de Washington y Unicoi
- Sullivan,
- Greene, actuales condados de Greene y Corcke
- Spencer, actualmente Condado de Hawkins,
- Condado de Wayne, actuales condados de Carter y Johnson
- Caswell, actuales condados de Jefferson y Hamblen
- Sevier
- Blount

integrantes del estado de Tennessee desde su formación en 1796.
En política interior se produjeron dos acciones básicas:
- organización interna, con apertura de cortes judiciales condales y establecimiento de la capital, aunque esta tuvo hasta tres sedes: Jonesborough, Seymour y Greeneville.
- fijación de tasas, salarios y modos de pago, estableciéndose legalmente el trueque como sistema y admitiendo todos los medios de pago (moneda extranjera, tabaco, trigo, licor, pieles –al gobernador se le pagaba en pieles de ciervo-…); también se estableció un periodo de dos años de exención de impuestos.

## El fin de Franklin
En el año 1786 Franklin se encontraba en una situación precaria, con un sistema administrativo en mantillas y una organización fiscal infradesarrollada y caótica. Y una situación ambigua en cuanto a su estatus.
Asimismo, habiendo rechazado las reclamaciones de Carolina del Norte, tampoco contaba con la protección de esta, al tiempo que todavía no había organizado una milicia propia, que la protegiera del ataque de los nativos norteamericanos que reclamaban las tierras reconocidas en el Tratado de Hopewell.
En 1786 el gobernador Richard Claswell de Carolina del Norte intenta la reincorporación de Franklin ofreciendo el perdón a los separatistas, pero solo el condado de Spencer se reintegra.
En 1787 Carolina del Norte volvió a plantear sus reclamaciones, ofreciendo a Franklin renunciar a todas las tasas e impuestos pendientes si Franklin se reincorporaba. Ante la negativa, Carolina del Norte envió tropas al mando del coronel John Tipton y estableció su propio Gobierno paralelo en la zona, con sede en la ciudad de Jonson, lo que provocó la división de lealtades entre los habitantes de Franklin, pero sin choques armados. Al tiempo nombra jefe de la milicia del condado de Washington al general Shelby, el cual se reúne con Sevier en un intento de evitar la guerra abierta.
En 1788 se produjo el único enfrentamiento violento, cuando fue asaltada la granja de Tipton como represalia por la incautación de la posesiones de Sevier. Mientras tanto, Sevier, intentando solucionar el grave desorden económico del estado, negoció un préstamo con España, lo que fue el desencadenante para que el gobernador Samuel Johnson de Carolina del Norte ordenara su arresto, aunque fue liberado por sus seguidores. Sin embargo, en febrero de 1788, Sevier decidió entregarse, imponiéndosele la pena de prestar juramento de fidelidad a Carolina del Norte.
A finales de marzo de 1788 los ataques combinados de los pueblos Cherokee, Chickamauga y Chickasaw provocaron el abandono de numerosos asentamientos, lo que representó el fin de las últimas diferencias entre Carolina del Norte y Franklin, sobre todo cuando la rápida reacción de la milicia de Carolina del Norte abortó la campaña de incursiones.
En 1789 Franklin renunció a su soberanía, reintegrándose en Carolina del Norte.